# كوستينيا

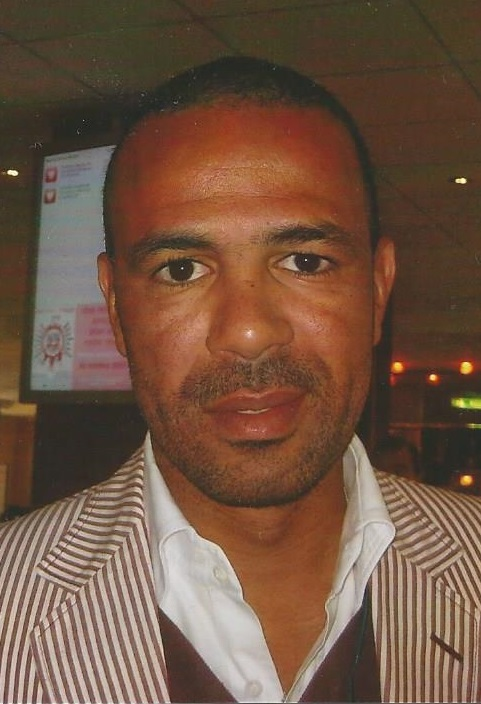
كوستينها

فرانسيسكو خوسيه رودريغيز دا كوستا (بالبرتغالية: Costinha‏)، من مواليد 1 ديسمبر 1974 في لشبونة في البرتغال، لاعب كرة قدم برتغالي سابق.
بدأ مسيرته الكروية مع نادي أورينتال في عام 1993، وشارك معهم حتى عام 1995، ولعب معهم 32 مباراة وسجل 3 أهداف، وفي موس 1995/1996 انتقل إلى نادي ماتشيكو، ولعب معهم 30 مباراة وسجل 5 أهداف، وفي عام 1997 لعب مع نادي ناسيونال، وشارك معهم في 27 مباراة وسجل 4 أهداف، وفي عام 1997 انتقل إلى نادي موناكو الفرنسي، ولعب معهم حتى عام 2001، وشارك معهم في 84 مباراة وسجل 3 أهداف، وفي عام 2001 انتقل إلى نادي بورتو، ولعب معهم حتى عام 2005، وشارك معهم في 108 مباريات وسجل 13 هدف، وفي موسم 2005/2006 انتقل إلى نادي دينامو موسكو، ولعب معهم 10 مباريات، وفي عام 2006 انتقل للعب مع نادي أتلتيكو مدريد الإسباني. في موسم 2007/08 انتقل كوستينيا إلى صفوف نادي أتالانتا الإيطالي مجاناً بعدما ألغى عقده مع النادي الإسباني.
و قد لعب مع منتخب البرتغال لكرة القدم منذ عام 1998.

## روابط خارجية
- كوستينيا على موقع الاتحاد الدولي (مؤرشف)  (الإنجليزية)
- كوستينيا على موقع الاتحاد الأوربي (الإنجليزية)
- كوستينيا على موقع قاعدة بيانات كرة القدم.إي يو (الإنجليزية)
- كوستينيا على موقع بيانات كرة القدم. دي إي (الألمانية)
- كوستينيا على موقع ليكيب (الفرنسية)
- كوستينيا على موقع ناشيونال فوتبول تيمز (الإنجليزية)
- كوستينيا على موقع Soccerbase.com (لاعب) (الإنجليزية)
- كوستينيا على موقع Soccerway.com (الإنجليزية)
- كوستينيا على موقع عالم كرة القدم.نت (الإنجليزية)
- كوستينيا على موقع كووورة